# Corfou (ville)
Pour les articles homonymes, voir Corfou (homonymie).
Corfou (grec moderne : Κέρκυρα; ) est une ville située sur l'île de Corfou, dans le dème de Corfou-Centre et des îles Diapontiques, dans le district régional de Corfou, dans la périphérie des Îles Ioniennes, en Grèce.

## Géographie

### Localisation
Selon le recensement de 2021, elle compte 23 541 habitants.
Elle se situe sur la côte est de l’île, à flanc de collines, et possède un port qui permet de relier les villes de Brindisi (Italie), Saranda (Albanie), Patras et Igoumenitsa. La ville est également le siège du dème de Corfou-Centre et des îles Diapontiques depuis 2019.
En 2007, la vieille ville de Corfou a été inscrite sur la liste du patrimoine mondial de l'UNESCO,,.

### Transports
L'aéroport de Corfou "Ioannis Kapodistrias" (code AITA : CFU) se trouve à environ 2 km au sud-est de la ville de Corfu.
Elle est équipée d'un système de vélos en libre-service du nom d'EasyBike BrainBox.

## Climat
Située sur la côte est de l'île de Corfou, en Méditerranée, la ville jouit d'un climat méditerranéen. Les étés sont chauds et secs, et les hivers doux, mais avec de la pluie en moyenne un jour sur deux. L'ensoleillement annuel est d'environ 2 600 h. Les orages éclatent surtout en automne (vers octobre et novembre) et, occasionnellement, en été. La pluie tombe surtout en hiver de novembre à mars. La pluviométrie annuelle est d'environ 1 100 mm (les trois quarts en hiver). La température moyenne annuelle est de 18 °C.

## Histoire
- Vers 760 av. J.-C. est fondé sur l'île un comptoir commercial par la cité d'Érétrie, en Eubée.
- En 733 av. J.-C., Corinthe s'empare de l'île et en fait une colonie. La ville est probablement une fondation corinthienne.
- En 664 av. J.-C., les Corcyréens se révoltent contre Corinthe, provoquant la chute du gouvernement des Bacchiades.
- Vers 590 av. J.-C. est érigé le temple d'Artémis, dont peu de vestiges subsistent.
- La ville de Corfou est la première ville grecque soumise par les Romains, en 229 av. J.-C.
- Corfou fait partie de la république de Venise de 1204 à 1210 puis de 1386 à 1797.
- En 1716 la ville est assiégée par les troupes ottomanes mais, défendue par Johann Matthias von der Schulenburg, elle ne se rend pas.
- En 1797, Corfou devient le chef-lieu du département français de Corcyre puis, deux ans plus tard, de la république des Sept-Îles sous protectorat russe. Elle redevient française de 1807 à 1814 (Premier empire). L'Académie ionienne est créée en 1808.
- En 1815, Corfou devient la capitale de la république des îles Ioniennes sous protectorat britannique.
- En 1864 l'île de Corfou est rattachée à la Grèce.
- En 1943 la ville est intensément bombardée.
- En 2007, la vieille ville de Corfou est inscrite sur la liste du patrimoine mondial de l'UNESCO[4],[2].
- En 2011, la ville devient la capitale de la périphérie des îles Ioniennes.

La citadelle a été fortifiée par les Byzantins et par les Vénitiens. Une partie de l'enceinte date du XVe siècle, tandis que, entre les deux attaques turques de 1537 et 1571, ont été érigées deux autres parties reliant le Fort Neuf et le Vieux Fort. Trois autres forts complétaient cette défense. Aujourd'hui, deux d'entre eux (le troisième n'a pas subsisté) ont été reconvertis : le fort d'Abram en maison de retraite et le fort du Sauveur en prison de la ville.

## Monuments
Monuments religieux
- L'église Saint-Spyridon (en) : cette église, dans la ville de Corfou, est dédiée à saint Spyridon, saint patron de Corfou. L'église accueille le corps embaumé du saint dans un cercueil en argent, des offrandes votives en or et en argent, ainsi que beaucoup d'icônes anciennes.
- La cathédrale Saint-Jacques et Saint-Christophe : cathédrale de style néoclassique, elle est le centre de la vie chrétienne catholique de l'île.
- L'église Antivouniotissa, une des plus anciennes de la ville de Corfou (XVe siècle), abrite le musée d'art byzantin.
- La synagogue de Corfou
- Le monastère de Platytéra (en)

Musées
- Le musée d'art byzantin Antivouniotissa présente des icônes, des tableaux réalisés entre les XVe et XVIIIe siècles et des œuvres d'artistes crétois qui vinrent s'installer à Corfou.
- Le musée archéologique.
- Le musée Kapodístrias.
- Le musée Solomos (en).
- Le musée d'art asiatique, dans le palais de Saint-Michel et Saint-Georges.
- Le musée serbe.
- Musée du billet de banque de la Banque Alpha (en)

Forts et palais
- Le Palaio Frourio, ou vieux fort, avec l'église Saint-Georges.
- Le Fort Neuf.
- Le palais de Saint-Michel et Saint-Georges, construit en 1815 par Thomas Maitland.
- Mon Repos, palais royal où sont nés entre autres Sophie de Grèce et du Danemark (1914-2001), Philip, duc d'Édimbourg, né Philippe de Grèce et consort de la reine Elisabeth II (1921-2021), et Alexia de Grèce et de Danemark (1965-) ; il abrite le musée archéologique de Palaiopolis[9]. Le peintre impressionniste J.S. Sargent y a peint de nombreuses œuvres.
- Achilleion, le palais de l'impératrice d'Autriche-Hongrie Sissi, à 9 km au sud du centre-ville.

## Jumelages
| Ville | Ville      | Pays | Pays      |
| ----- | ---------- | ---- | --------- |
|       | Brindisi   |      | Italie    |
|       | Carovigno  |      | Italie    |
|       | Famagouste |      | Chypre    |
|       | Koper      |      | Slovénie  |
|       | Kruševac   |      | Serbie    |
|       | Meissen    |      | Allemagne |
|       | Paphos     |      | Chypre    |
|       | Saranda    |      | Albanie   |
|       | Troisdorf  |      | Allemagne |
|       | Vérone     |      | Italie    |
|       | Zemun      |      | Serbie    |

## Sports
- Football: PAE Kerkyra

## Personnalités liées
- Albert Cohen (1895-1981) y est né.
- Emmanuel Tzanes (1637-1694), peintre d'icônes, y a vécu et travaillé ; six établissements de Corfou possèdent de ses œuvres.

Voir tous les articles sur les personnalités nées à Corfou et décédées à Corfou.

## Images

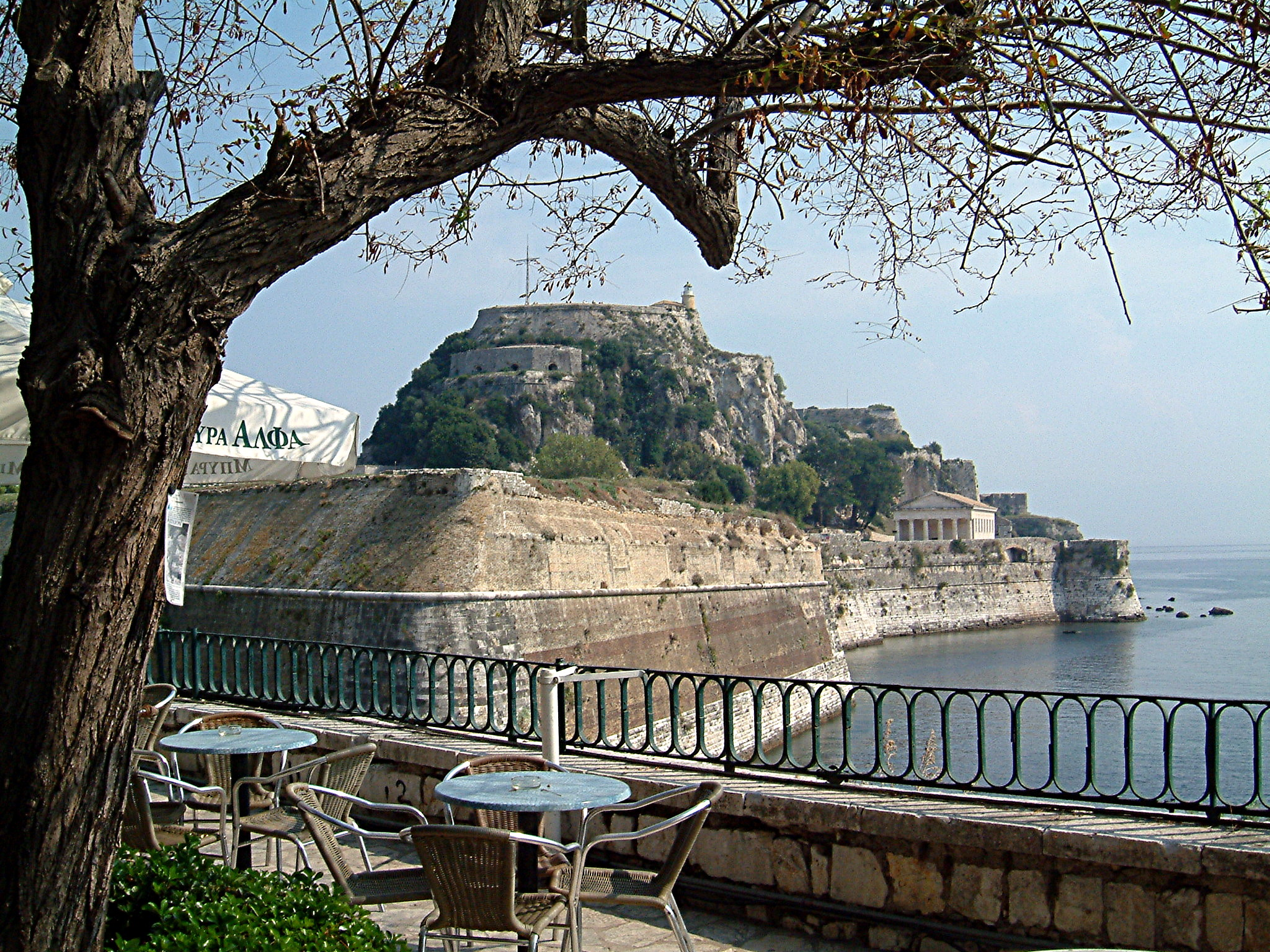
Vieux Fort
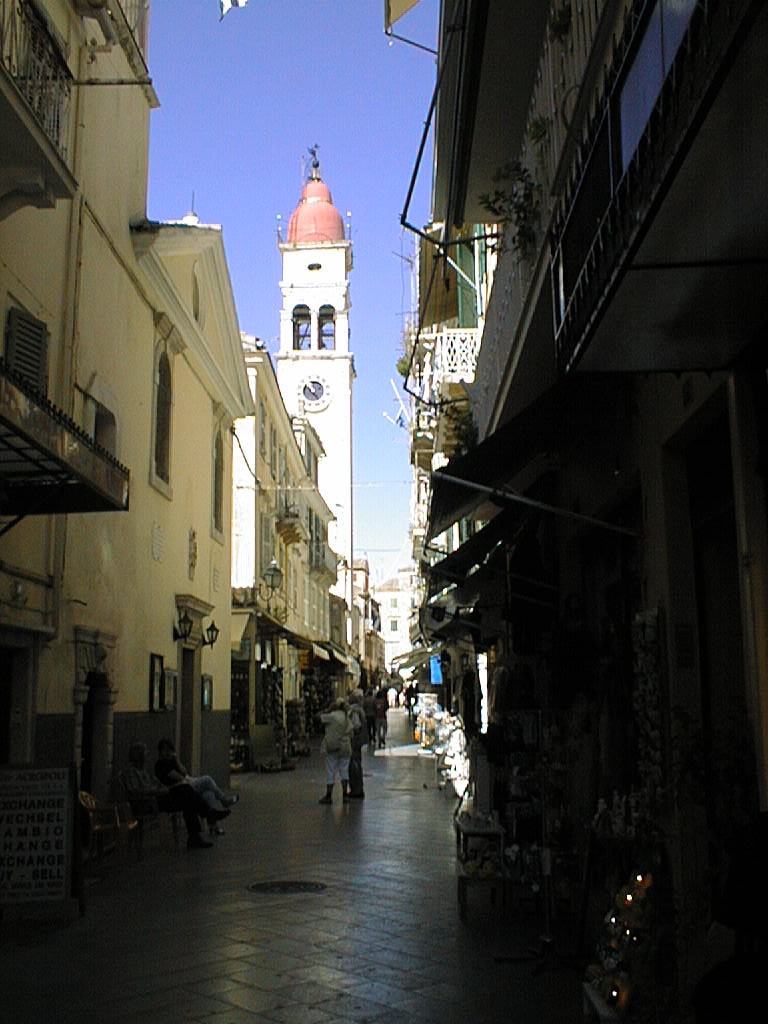
Église Saint-Spyridon
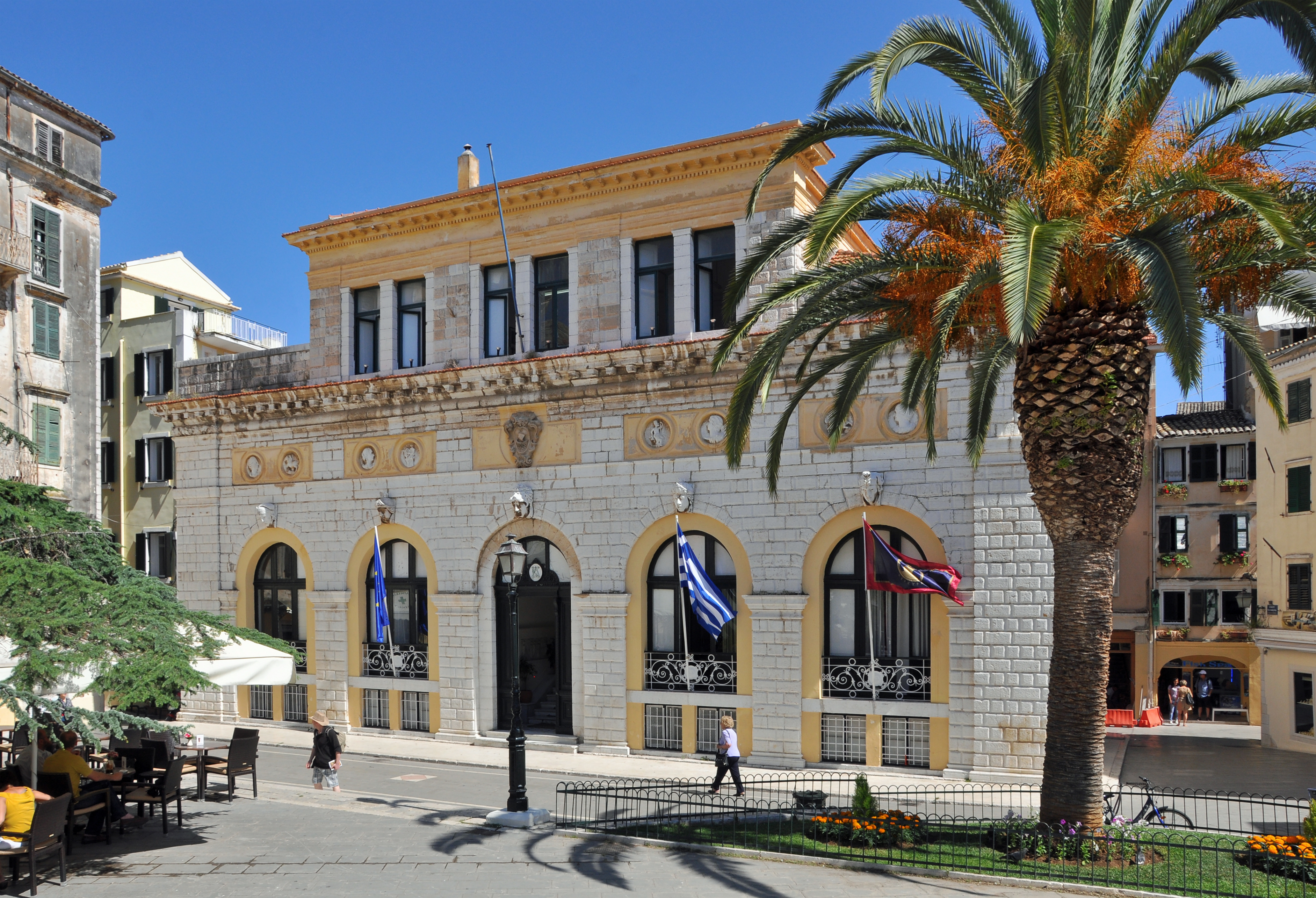
Mairie
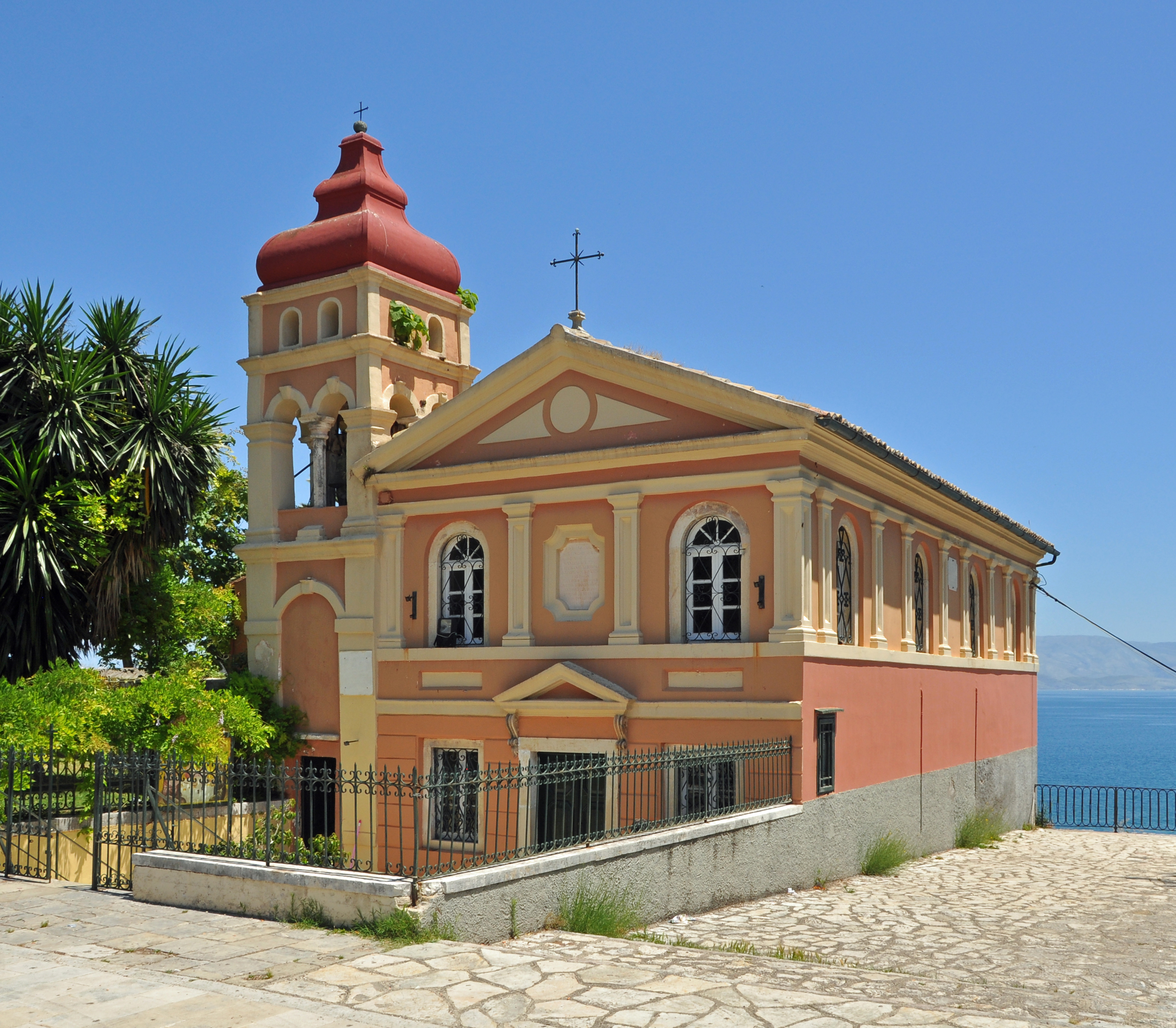
Church of the Virgin Mary Mandrakina
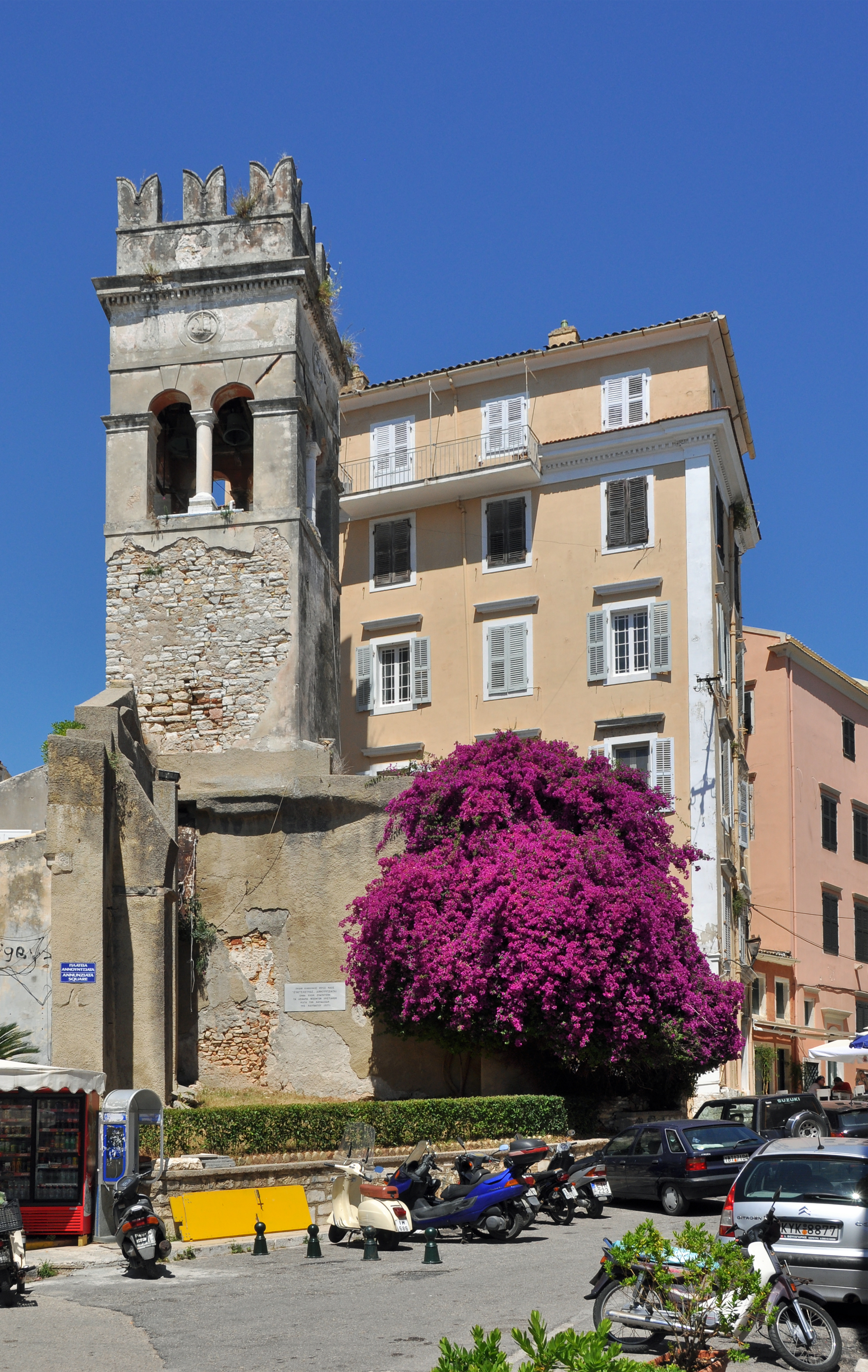
Tour Annunziata
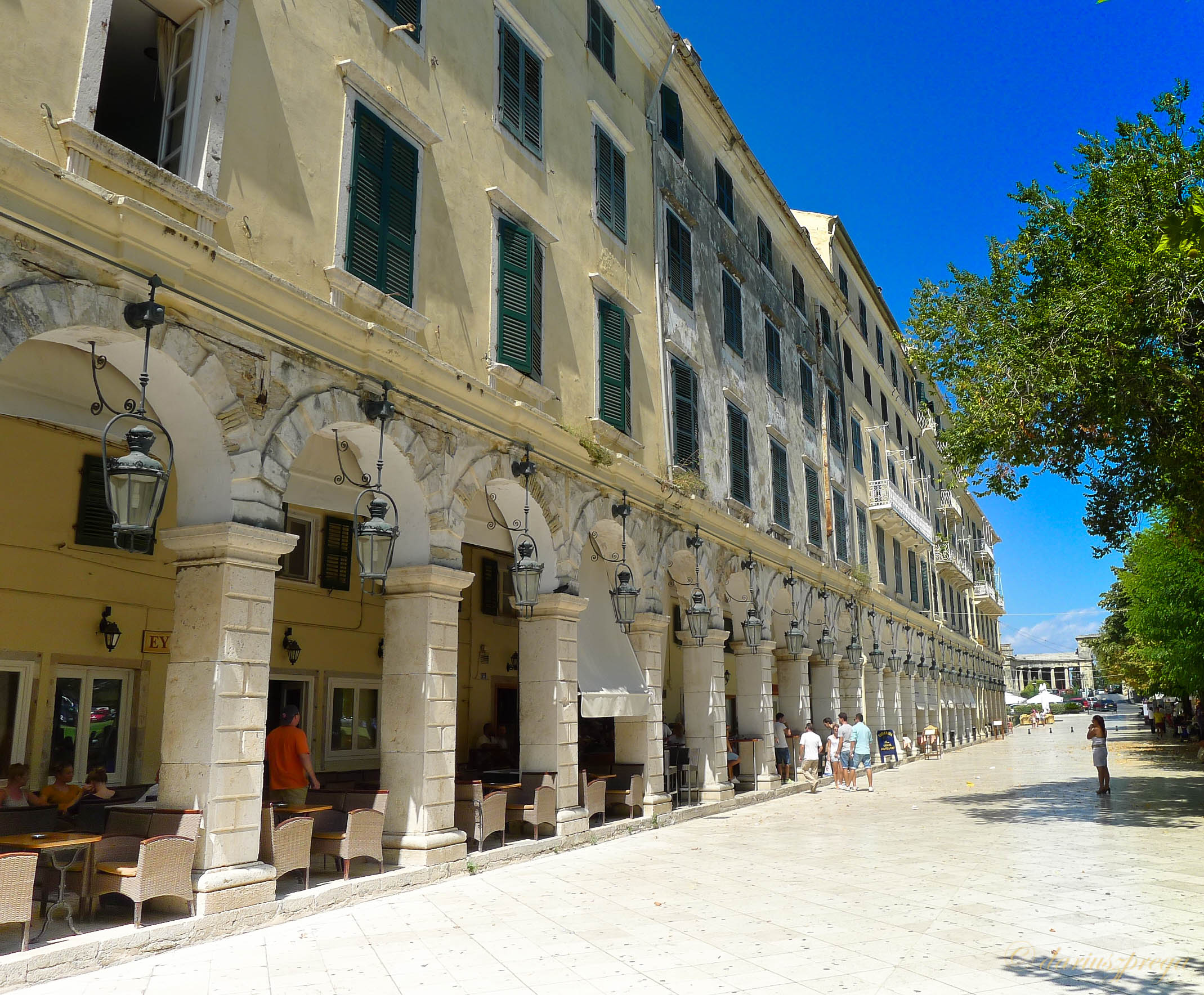
Arcades du Liston sur la Spianáda.